# Дубрава (Исток)
Дубрава (алб. Dubravë) је насељено место у општини Исток, на Косову и Метохији. Према попису становништва из 2011. у насељу је живело 1.383 становника.

## Становништво
Према попису из 2011. године, Дубрава има следећи етнички састав становништва:
| Националност | 2011.          |
| Албанци      | 1.227 (88,72%) |
| Египћани     | 135 (9,76%)    |
| Бошњаци      | 8 (0,58%)      |
| Ашкалије     | 5 (0,36%)      |
| Турци        | 5 (0,36%)      |
| Срби         | 1 (0,07%)      |
| недоступно   | 2 (0,15%)      |
| Укупно       | 1.383          |

| Демографија | Демографија | Демографија |
| Година      | Становника  | Становника  |
| ----------- | ----------- | ----------- |
| 1948.       | 439         |             |
| 1953.       | 498         |             |
| 1961.       | 614         |             |
| 1971.       | 894         |             |
| 1981.       | 1.371       |             |
| 1991.       | 1.427       |             |
| 2011.       | 1.383       |             |